# Campagnolles
Campagnolles (Ausspracheⓘ) ist eine französische Gemeinde mit 555 Einwohnern (Stand: 1. Januar 2022) im Département Calvados in der Region Normandie. Sie gehört zum Arrondissement Vire und zum Kanton Vire Normandie. Die Einwohner werden als Campagnollais bezeichnet.

## Geografie
Campagnolles liegt rund 55 Kilometer südwestlich von Caen. Umgeben wird die Gemeinde von Souleuvre en Bocage im Norden, Nordosten und Osten, Vire-Normandie im Süden, Le Mesnil-Robert im Südwesten sowie Beaumesnil im Westen.

## Bevölkerungsentwicklung
| Jahr                             | 1793 | 1836 | 1876 | 1926 | 1946 | 1968 | 1990 | 2016 |
| Einwohner                        | 734  | 864  | 618  | 441  | 421  | 361  | 417  | 529  |
| Quelle: Cassini, EHESS und INSEE |      |      |      |      |      |      |      |      |

## Sehenswürdigkeiten
- Kirche Saint-Martin aus dem 15. Jahrhundert
- Schloss Campagnolles aus dem 19. Jahrhundert